# Saint-Martin-le-Mault
Saint-Martin-le-Mault é uma comuna francesa na região administrativa da Nova Aquitânia, no departamento de Alto Vienne. Estende-se por uma área de 12,5 km². Em 2010 a comuna tinha 135 habitantes (densidade: 10,8 hab./km²).